# Cléville (Calvados)
Pour les articles homonymes, voir Cléville.
Cléville est une commune française, située dans le département du Calvados en région Normandie, peuplée de 391 habitants.

## Géographie

### Localisation
| Saint-Ouen-du-Mesnil-Oger            | Hotot-en-Auge | Hotot-en-Auge |
| Saint-Ouen-du-Mesnil-Oger, Canteloup | Cléville      | Méry-Corbon   |
| Airan                                | Croissanville | Méry-Corbon   |

### Hydrographie
La commune est située dans le bassin Seine-Normandie. Elle est drainée par la Dives, le Laizon, la Dorette, le Douet et divers autres petits cours d'eau,.
La Dives, d'une longueur de 105 km, prend sa source dans la commune de Gouffern en Auge et se jette  dans la baie de Seine en limite de Cabourg et de Dives-sur-Mer, après avoir traversé 34 communes. Les caractéristiques hydrologiques de la Dives sont données par la station hydrologique située sur la commune de Mézidon Vallée d'Auge. Le débit moyen mensuel est de 3,62 m3/s. Le débit moyen journalier maximum est de 43,3 m3/s, atteint lors de la crue du 6 janvier 2001. Le débit instantané maximal est quant à lui de 45 m3/s, atteint le même jour.

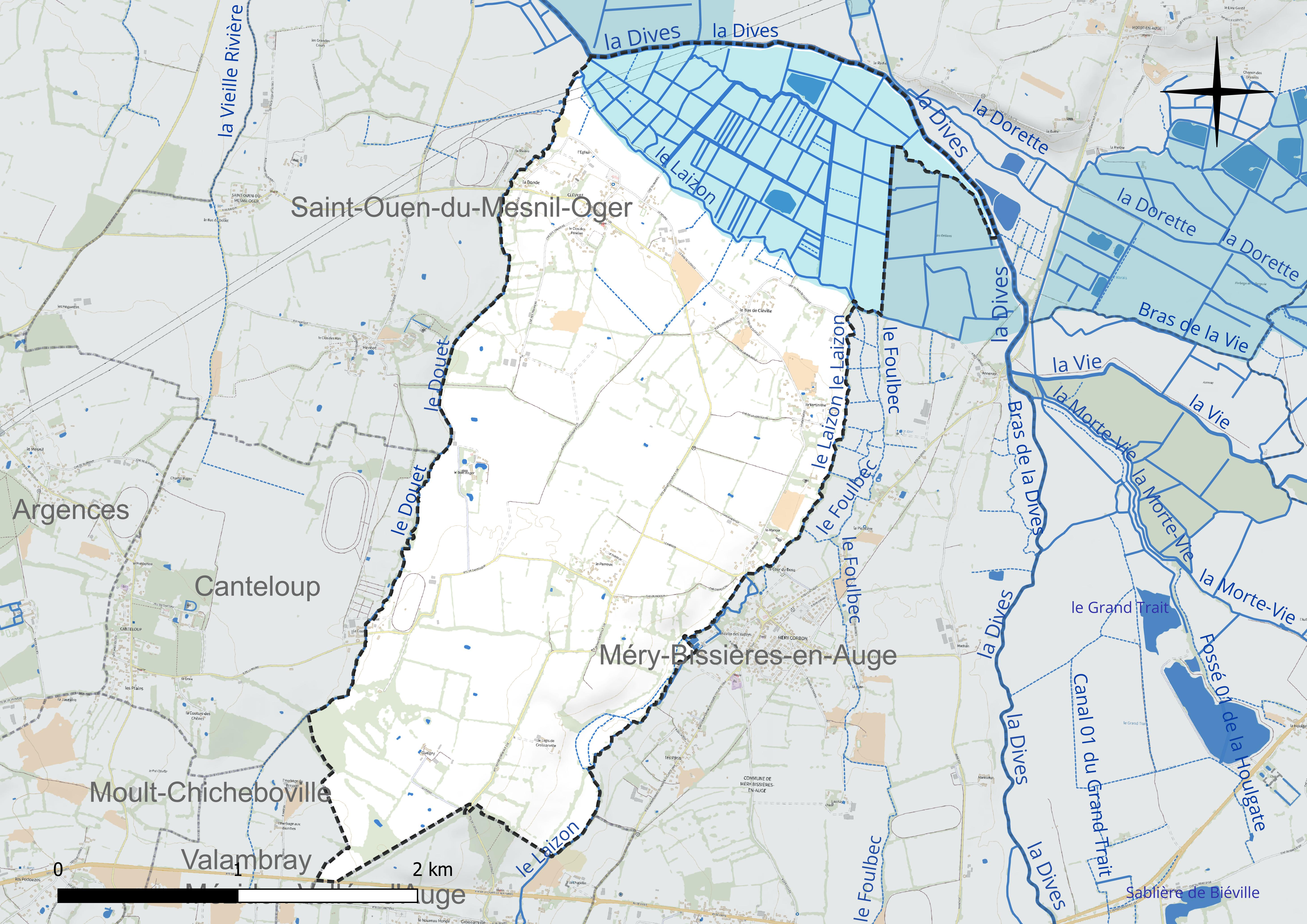
Réseau hydrographique de Cléville.

Le Laizon, d'une longueur de 39 km, prend sa source dans la commune de Villers-Canivet et se jette  dans la Dives à Saint-Ouen-du-Mesnil-Oger, après avoir traversé 16 communes. Les caractéristiques hydrologiques de le Laizon sont données par la station hydrologique située sur la commune de Mézidon Vallée d'Auge. Le débit moyen mensuel est de 0,721 m3/s. Le débit moyen journalier maximum est de 4,25 m3/s, atteint lors de la crue du 17 novembre 1974. Le débit instantané maximal est quant à lui de 5,15 m3/s, atteint le 1er novembre 1974.
La Dorette, d'une longueur de 16 km, prend sa source dans la commune de Bonnebosq et se jette  dans la Dives sur la commune, après avoir traversé huit communes. 

### Climat
Pour des articles plus généraux, voir Climat de la Normandie et Climat du Calvados.
En 2010, le climat de la commune est de type climat océanique altéré, selon une étude du CNRS s'appuyant sur une série de données couvrant la période 1971-2000. En 2020, Météo-France publie une typologie des climats de la France métropolitaine dans laquelle la commune est exposée à un climat océanique et est dans la région climatique  Normandie (Cotentin, Orne), caractérisée par une pluviométrie relativement élevée (850 mm/a) et un été frais (15,5 °C) et venté. Parallèlement le GIEC normand, un groupe régional d'experts sur le climat, différencie quant à lui, dans une étude de 2020, trois grands types de climats pour la région Normandie, nuancés à une échelle plus fine par les facteurs géographiques locaux. La commune est, selon ce zonage, exposée à un « climat des plateaux abrités », correspondant à la plaine agricole de Caen à Falaise, sous le vent des collines de Normandie et proche de la mer, se caractérisant par une pluviométrie et des contraintes thermiques modérées.
Pour la période 1971-2000, la température annuelle moyenne est de 10,8 °C, avec une amplitude thermique annuelle de 12 °C. Le cumul annuel moyen de précipitations est de 684 mm, avec 11,6 jours de précipitations en janvier et 7,4 jours en juillet. Pour la période 1991-2020, la température moyenne annuelle observée sur la station météorologique la plus proche, située sur la commune d'Argences à 6 km à vol d'oiseau, est de 11,6 °C et le cumul annuel moyen de précipitations est de 742,9 mm,. Pour l'avenir, les paramètres climatiques de la commune estimés pour 2050 selon différents scénarios d'émission de gaz à effet de serre sont consultables sur un site dédié publié par Météo-France en novembre 2022.

## Urbanisme

### Typologie
Au 1er janvier 2024, Cléville est catégorisée commune rurale à habitat dispersé, selon la nouvelle grille communale de densité à 7 niveaux définie par l'Insee en 2022.
Elle est située hors unité urbaine. Par ailleurs la commune fait partie de l'aire d'attraction de Caen, dont elle est une commune de la couronne,. Cette aire, qui regroupe 296 communes, est catégorisée dans les aires de 200 000 à moins de 700 000 habitants,.

### Occupation des sols
L'occupation des sols de la commune, telle qu'elle ressort de la base de données européenne d'occupation biophysique des sols Corine Land Cover (CLC), est marquée par l'importance des territoires agricoles (94 % en 2018), en diminution par rapport à 1990 (96,2 %). La répartition détaillée en 2018 est la suivante : 
prairies (65,1 %), terres arables (28,9 %), zones urbanisées (4,9 %), espaces verts artificialisés, non agricoles (1,1 %). L'évolution de l'occupation des sols de la commune et de ses infrastructures peut être observée sur les différentes représentations cartographiques du territoire : la carte de Cassini (XVIIIe siècle), la carte d'état-major (1820-1866) et les cartes ou photos aériennes de l'IGN pour la période actuelle (1950 à aujourd'hui).

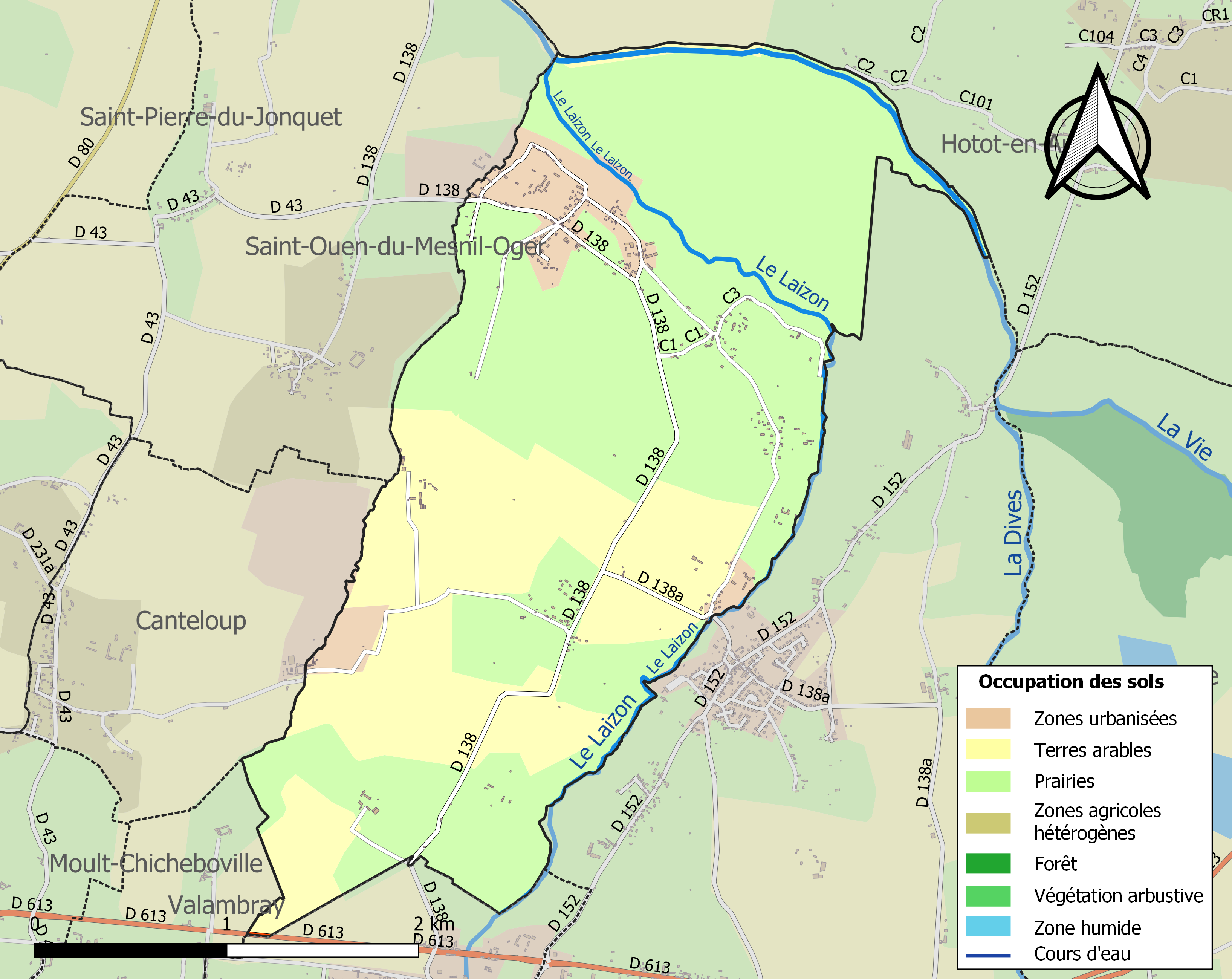
Carte des infrastructures et de l'occupation des sols de la commune en 2018 (CLC).

## Toponymie
Le nom de la localité est attesté sous la forme Cliville en 1066 et 1077.
Il s'agit d'une formation toponymique médiévale en -ville au sens ancien de « domaine rural ». Le  premier élément Cli- ou Cliv- représente un anthroponyme selon la plupart des auteurs qui s'en tiennent au cas général. À la suite de Jean Adigard des Gautries, certains ont voulu voir le nom de personne norrois Kleppr ou Klyppr,, bien que cette forme ne semble pas exacte, le nom est en effet KlippiR / KleppiR.
François de Beaurepaire conteste cette explication car elle lui semble incompatible avec l'évolution  phonétique en Cliville. Il préfère proposer l'appellatif vieux norrois klif « falaise » ou « butte », hypothèse reprise par René Lepelley (islandais klif « passage étroit dans une falaise ou une montagne ») ou le vieil anglais clif « falaise, groupe de rocher » (> anglais cliff). Cet appellatif est en effet fréquemment attesté dans la toponymie normande dans plusieurs composés, tels Clitourps ou Verclives, etc. Cependant, les rares cas où -ville pourrait être précédé d'un appellatif scandinave ou anglo-saxon ne sont pas sûrs et il est peut-être préférable de reconnaître dans Cliville un ancien *klefivile, basé sur le nom de personne norrois Klefi, qui serait devenu Cliville par haplologie et assimilation.
Le gentilé est Clévillais.

## Histoire
Cléville et Méry firent partie du marquisat de Beuvron, lorsqu'il fut confirmé en 1636 pour François II d'Harcourt-Beuvron, enregistré en 1646.

## Politique et administration
| Période                                  | Période   | Identité            | Étiquette | Qualité                                  |
| ---------------------------------------- | --------- | ------------------- | --------- | ---------------------------------------- |
| 1989                                     | mars 2014 | Jean-Pierre Chauvel | SE        | Éleveur                                  |
| mars 2014                                | En cours  | Michel Cruchon      | SE        | Cadre technique agroalimentaire retraité |
| Les données manquantes sont à compléter. |           |                     |           |                                          |

Le conseil municipal est composé de onze membres dont le maire et deux adjoints.

### Jumelages
- Ide (Royaume-Uni) depuis 1981.

## Démographie
L'évolution du nombre d'habitants est connue à travers les recensements de la population effectués dans la commune depuis 1793. Pour les communes de moins de 10 000 habitants, une enquête de recensement portant sur toute la population est réalisée tous les cinq ans, les populations de référence des années intermédiaires étant quant à elles estimées par interpolation ou extrapolation. Pour la commune, le premier recensement exhaustif entrant dans le cadre du nouveau dispositif a été réalisé en 2005.
En 2022, la commune comptait 391 habitants, en évolution de +5,11 % par rapport à 2016 (Calvados : +1,58 %, France hors Mayotte : +2,11 %).
Cléville a compté jusqu'à 644 habitants en 1806.
| 1793 | 1800 | 1806 | 1821 | 1831 | 1841 | 1846 | 1851 | 1856 |
| ---- | ---- | ---- | ---- | ---- | ---- | ---- | ---- | ---- |
| 592  | 584  | 644  | 583  | 583  | 523  | 530  | 516  | 486  |

| 1861 | 1866 | 1872 | 1876 | 1881 | 1886 | 1891 | 1896 | 1901 |
| ---- | ---- | ---- | ---- | ---- | ---- | ---- | ---- | ---- |
| 463  | 456  | 392  | 370  | 305  | 275  | 277  | 274  | 265  |

| 1906 | 1911 | 1921 | 1926 | 1931 | 1936 | 1946 | 1954 | 1962 |
| ---- | ---- | ---- | ---- | ---- | ---- | ---- | ---- | ---- |
| 270  | 223  | 230  | 245  | 248  | 229  | 243  | 270  | 257  |

| 1968 | 1975 | 1982 | 1990 | 1999 | 2005 | 2006 | 2010 | 2015 |
| ---- | ---- | ---- | ---- | ---- | ---- | ---- | ---- | ---- |
| 223  | 215  | 242  | 298  | 269  | 312  | 333  | 351  | 370  |

| 2020 | 2022 | - | - | - | - | - | - | - |
| ---- | ---- | - | - | - | - | - | - | - |
| 387  | 391  | - | - | - | - | - | - | - |

## Culture locale et patrimoine

### Lieux et monuments
- Église de l'Assomption-de-Notre-Dame de Cléville, en partie du XIIIe siècle.
- Château Pigache, du XIXe siècle (privé).
- Château du Bois Roger et chapelle (privés).

### Personnalités liées à la commune
- Jacques Perrin (1941-2022), acteur et producteur de cinéma, propriétaire du château du Bois Roger[source détournée] à Cléville[35].

### Héraldique
| Blason de Cléville | Blason  | Tiercé en pairle renversé : au 1er de gueules à une tête et col de cheval coupée d'argent, au 2e d'or à deux clés de sable passées en sautoir, au 3e d'azur à un drakkar d'argent, flammé de gueules, la voile du même chargée de deux léopards d'or, l'un au-dessus de l'autre. |
| Blason de Cléville | Détails | Les deux léopards d'or sur la voile rouge rappellent le drapeau normand. Le statut officiel du blason reste à déterminer. |